# Doris Singleton
Dorthea "Doris" Singleton (28 de setembro de 1919 — 26 de junho de 2012) foi uma atriz norte-americana, mais conhecida pelo seu papel como Caroline Appleby em I Love Lucy.